# Pionieri a Ingolstadt (opera teatrale)
Pionieri a Ingolstadt (in lingua tedesca Pionieers in Ingolstadt) è una commedia della commediografa tedesca Marieluise Fleißer, la cui prima venne data a Dresda nel 1928. L'azione si svolge nel 1926 e l'opera è descritta come una commedia in 14 scene. La Fleißer basò il lavoro su fatti reali, e lo modificò in collaborazione con Bertolt Brecht. L'opera venne rivista e prodotta dal Theater am Schiffbauerdamm a Berlino nel marzo e aprile del 1929, diretta da Brecht e Jacob Geis, con scene realizzate da Caspar Neher. Nel 1968 la Fleißer began iniziò una terza revisione, andata in scena nel 1970.
Il lavoro è ambientato ad Ingolstadt, una piccola città mercato della Baviera. La commedia descrive la grettezza e l'egoismo che si trovano nelle piccole città, e come le milizie possono compromettere la vita dei civili. Come risultato della sua raffigurazione del sessismo della società, l'opera non conquistò molta simpatia tra gli abitanti di Ingolstadt e la Fleißer soffrì enorme impopolarità nella sua città natale dopo che il suo lavoro fu pubblicato e prodotto.

## Personaggi
Berta, la protagonista, è romanticamente legata a Korl, un soldato che è stato inviato a Ingolstadt per contribuire a riparare un ponte. Ella lavora come serva per Unertl, il padre di Fabian.
Alma, amica di Berta, è anch'essa una serva. A differenza di Berta, è pragmatica. Crede fermamente nell'individualità e nei suoi mezzi, senza fare affidamento sul sesso maschile. 
Korl, un soldato, ama gli aspetti fisici della vita. Al primo incontro con Berta decide cosa vuole dal loro incontro (il sesso) e ha poca pazienza con i suoi atteggiamenti. La informa che è una persona cattiva, che può essere crudele e farle del male se non sarà accondiscendente ai suoi voleri
Fabian, figlio di Unertl, è un uomo romantico ed è interessato a Berta ma non sa come comportarsi. Egli chiede consiglio ad un amico, Zeck, e questi gli dice che gli uomini dovrebbero essere freddi in amore ("In der Liebe muß ein Mann kalt sein"). Mentre egli mostra genuina preoccupazione per i suoi sentimenti, e la difende contro gli addebiti del padre, la tratta come lei come un animale, quando si trova in compagnia maschile, nel tentativo di mettersi in mostra. 
Unertl è un uomo d'affari, padre di Fabian e datore di lavoro di Berta. Misogino e crudele, Unertl è un personaggio antipatico che incarna l'idea che le serve non dovrebbero avere altra idea in testa che non si riferisca al loro impiego.

## Significato
Il significato del ponte è ironico. I militari entrano in città, al fine di riparare il ponte a beneficio dei paesani. Il comune fornisce legna alla milizia. Alcuni dei paesani rubano la legna dal ponte al fine di riparare il trampolino della loro piscina, mostrando le loro vedute ristrette ed egoiste, rubando legna che in ultima analisi era a beneficio di tutta la comunità. Così il ponte che potrebbe unire i soldati e la gente del paese, li disunisce ulteriormente.

## Adattamenti
Nel 1971 Rainer Werner Fassbinder adattò il lavoro a un film per la televisione, Pionieri a Ingolstadt.
| Controllo di autorità | GND (DE) 4349701-9 |